# Wojciech Fangor

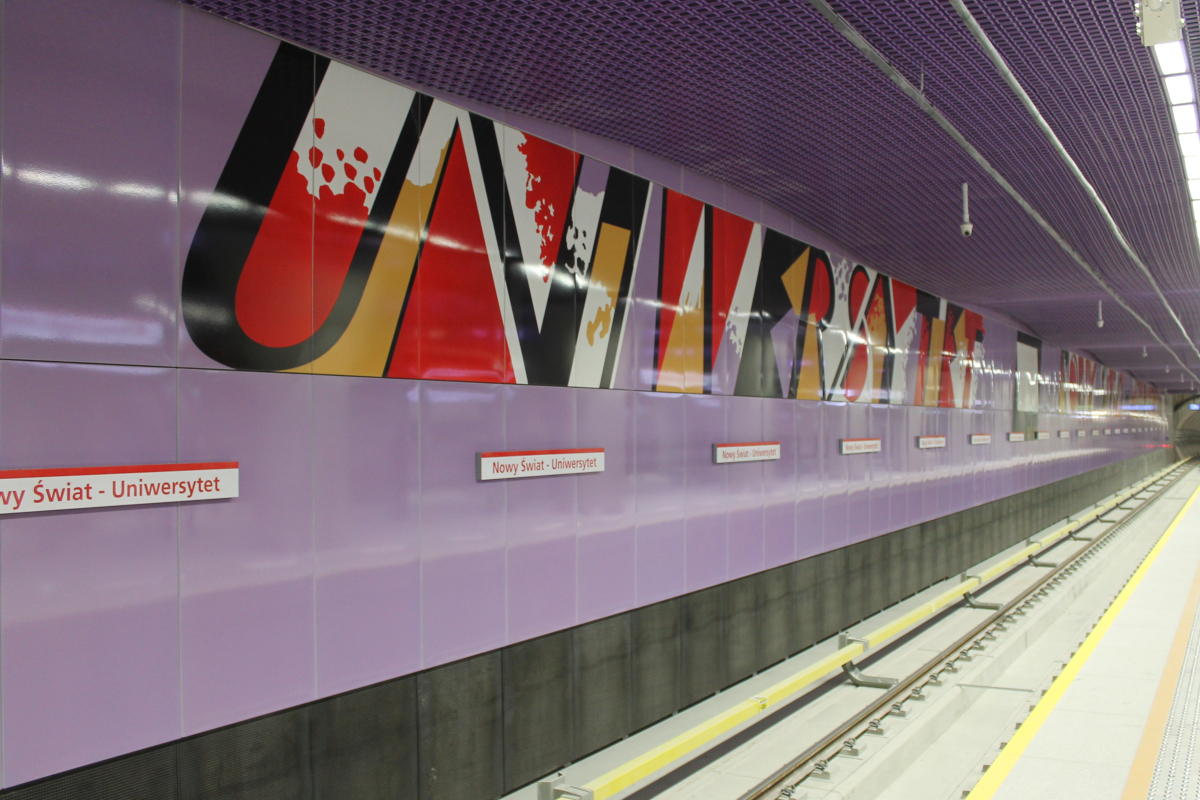
Diseño de Fangor en la estación del metro de Varsovia (Nowy Swiat-Uniwersytet)

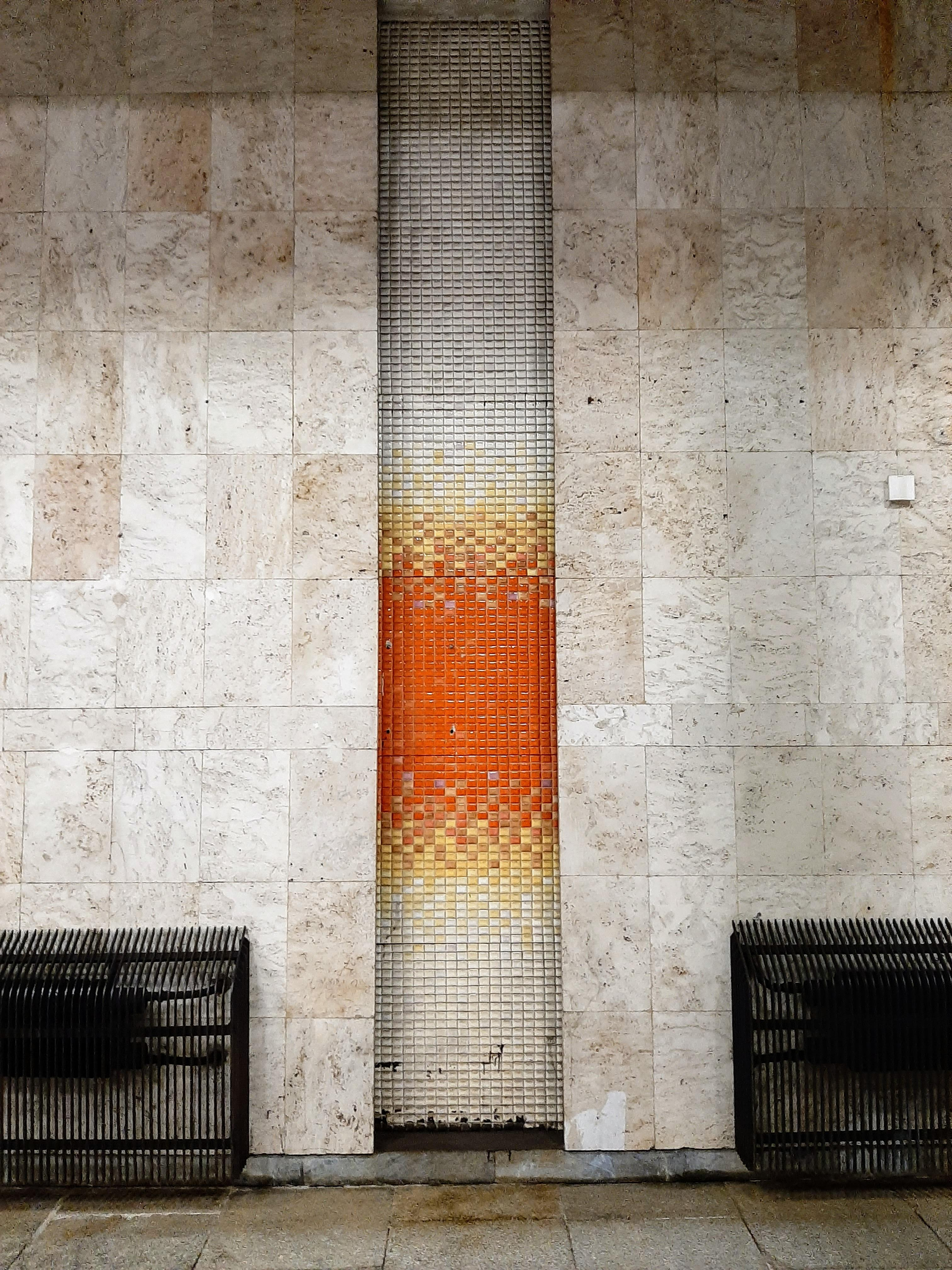
Mosaicos, estación de ferrocarril de Warszawa Śródmieście

Wojciech Fangor (Varsovia, 15 de noviembre de 1922 - Varsovia, 25 de octubre de 2015), pintor, grafista, diseñador y escultor polaco, representante del movimiento Op-Art.

## Biografía
Su padre era un hombre de negocios a Varsovia y su madre pianista y poetisa. Durante la II Guerra Mundial Fangor recibió una educación de mucho nivel con tutores y profesores particulares, y formación artística por parte de Felicjan Szczesny Kowarski.
Con el pintor Tadeusz Kozlowoski viajó por diversos países de Europa, especialmente por Italia (Venecia, Nápoles, Florencia y Roma). En 1961 marchó de Polonia y durante cinco años vivió en diferentes ciudades europeas como Viena, Berlín, Londres y París, hasta que en 1966 marchó a Estados Unidos y no volvió a Polonia hasta 1998, con su mujer Magdalena Schummer. Durante ese tiempo, recibió becas del Instituto de Arte Contemporáneon de Washington D. C. (1962) y de la Fundación Ford de Berlín Occidental (1964-65). TAmbién fue profesor en la Bath Academy, en la Universidad Farleigh Dikinson de Madison, y lector invitado en la Harvard (1967-68).

## Obra y carrera artística de Fangor
En 1949 hizo su debut artístico con una exposición de collage cubistas y retratos en el Club de Jóvenes Artistas y Científicos de Varsovia. Su obra está inspirada en pintores como Matisse, Leger y Picasso.
Inicialmente estuvo muy influenciado por los movimientos sociales y políticos de la época, con obras como "Figures" (dos obreros y una mujer elegante, sobre un fondo en ruinas) de 1950 y "Madre coreana" de 1951, que junto a "Lenin y Poronin" recibió el segundo premio en la II Exhibición Nacional de Bellas Artes en Varsovia. Con el deshielo propiciado por la muerte de Stalin en 1953, Fangor tuvo la oportunidad de desmarcarse pronto del arte oficial que impuso la ideología soviética, y a partir de entonces su producción se centró, de una parte, en la elaboración de dibujos por el semanario Zycie Warszawy y en el diseño gráfico. i Dos años más tarde hizo el cartel de la película "Las Murallas de Malapaga", que de alguna forma representó la fundación de la escuela polonesa de cartelismo, modalidad que ocupó mucha de la actividad de Fangor (en 1961 pintó más de 90).
A finales de los 50, colaboró con el arquitecto Stanislaw Zmecznik en el montaje de la exhibición "Estudio del espacio" en el Salón de la Nova Cultura a Varsovia (1958), con cuadros colgados en las paredes y otros en caballetes. 
En 1965 participó en una exposición en el MOMA de Nueva York, y a finales de los 70 expuso en el Museu Guggenheim de NY. De su etapa en los Estados Unidos, cuando volvió a su país, se llevó más de 100 obras, colección que está en el Museo Jacek Malczewski en Radom.
La obra, el estilo y las disciplinas artísticas de Fangor han evolucionado en el transcurso de su dilatada vida, desde el realisme¡o socialista y obras figurativas, en el abstracto, con actuaciones con muchos ámbitos, como los proyectos arquitectónicos (Pabellón de Polonia en la Feria Mundial de Bruselas), el montja al aire libre, interiorismo (Estación Central y metro de Varsovia), carteles para el cine, decorados y escenografías para televisión y danza (Compañía de Martha Graham), etc.
A finales de 2015 y hasta enero de 2016, ya después de su muerte, se organizó una exposición de piezas arquitectónicas, instalaciones y objetos espaciales, en el Centre olaco de Escultura en Orónsko.